# Anton Sturm (rzeźbiarz)

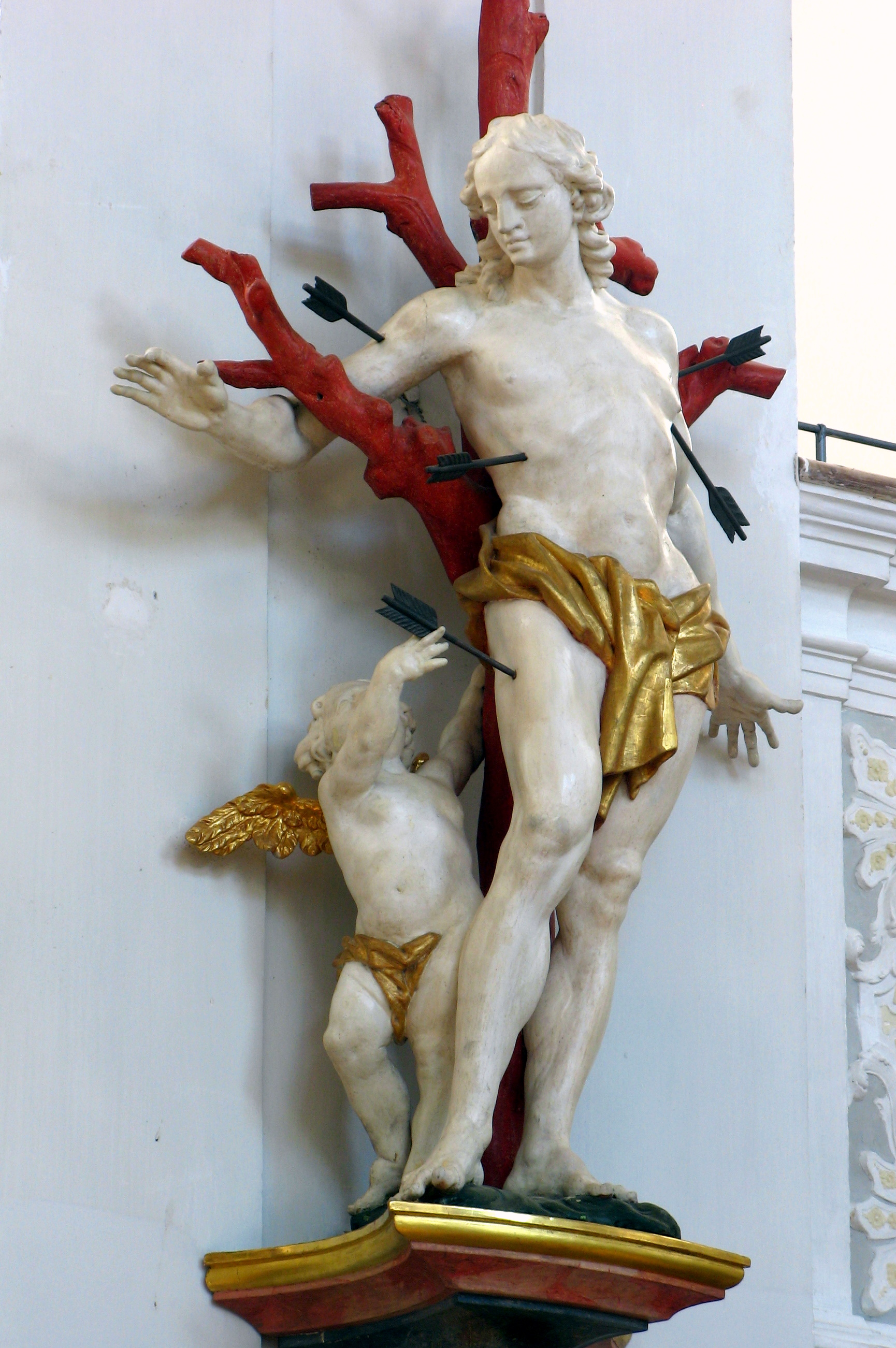
Św. Sebastian

Anton Sturm (ur. 30 maja 1690 w Faggen, zm. 25 października 1757 w Füssen) – niemiecki rzeźbiarz okresu baroku i rokoko.

## Życiorys
Działał na terenie Bawarii i Tyrolu. W 1721 założył własną pracownię rzeźbiarską. Pracował dla opactw, klasztorów i kościołów farnych.